# 프랭크 마요
프랭크 마요(Frank Mayo, 1886년 6월 28일 ~ 1963년 7월 9일)는 미국의 배우이다.

## 영화
- 즐거운 여름 (1949년)
- 홈커밍 (1948년) - 닥터 역
- 빅 시티 (1948년)
- 황제원무곡 (1948년)
- 버라이어티 걸 (1947년)
- 크로크 앤 대거 (1946년)
- 스릴 오브 어 로맨스 (1945년)
- 이브 뉴 허 애플스 (1945년)
- 스텝 라이브리 (1944년)
- 마드모아젤 피피 (1944년)
- 콜벳 K-225 (1943년)
- 탱크 유어 럭키 스타스 (1943년)
- 만찬에 온 사나이 (1942년)
- 올웨이스 인 마이 하트 (1942년)
- 인 디스 아워 라이프 (1942년)
- 킹스 로우 (1942년)
- 성조기의 행진 (1942년)
- 철완 짐 (1942년)
- 블루스 인 더 나잇 (1941년)
- 맨파워 (1941년)
- 하이 시에라 (1941년)
- 캐슬 온 더 허드슨 (1940년)
- 그들은 밤에 달린다 (1940년)
- 나치 스파이의 고백 (1939년) - FBI 에이전트 필립스 역
- 포효하는 20년대 (1939년)
- 키드 갈라드 (1937년)
- 에밀 졸라의 생애 (1937년)
- 바다의 거인 (1937년)
- 싱잉 키드 (1936년)
- 쇼 보트 (1936년)
- 와일드 오렌지 (1924년)
- 소울 포 세일 (1923년)